# 村井温
村井 温（むらい あつし、1943年（昭和18年）2月12日 - ）は、日本の警察官僚、警視監。綜合警備保障顧問。元会長。全国警備業協会会長、特定非営利活動法人日本防災士機構評議員。綜合警備保障元会長の村井恒夫の弟。初代内閣総理大臣官房調査室長、綜合警備保障の創業者として社長・会長を歴任した村井順の次男。

## 略歴
- 1965年（昭和40年） 国家公務員採用上級甲種試験（法律）合格
- 1966年（昭和41年） 東京大学法学部卒業、警察庁入庁
- 1986年（昭和61年）2月14日 警察庁交通局運転免許課長
- 1988年（昭和63年）1月29日 富山県警察本部長
- 1989年（平成元年）4月1日 九州管区警察局公安部長
- 1990年（平成2年）4月3日 熊本県警察本部長
- 1992年（平成4年）4月1日 警察大学校特別捜査幹部研修所長
- 1993年（平成5年）8月24日 福岡県警察本部長
- 1995年（平成7年）9月8日 中部管区警察局長
- 1996年（平成8年）6月20日 退官
- 1996年（平成8年）6月 預金保険機構理事[1]
- 1997年（平成9年）9月 同上退任[1]
- 1997年（平成9年）9月 綜合警備保障株式会社顧問[1]
- 1998年（平成10年）6月 綜合警備保障株式会社代表取締役副社長[1]
- 2001年（平成13年）6月 綜合警備保障株式会社代表取締役社長[1]
- 2012年（平成24年）4月 綜合警備保障株式会社代表取締役会長兼CEO
- 2022年（令和4年）6月 退任。顧問